# Un mari à tout faire
Pour plus de détails, voir Fiche technique et Distribution.
Un mari à tout faire (Kisses for My President) est un film américain en noir et blanc réalisé par Curtis Bernhardt, sorti en 1964.
Il s'agit d'une comédie narrant les difficultés de l'époux de la première femme présidente des États-Unis, qui doit remplir le rôle de « Première dame ».

## Synopsis
Les États-Unis élisent Leslie McCloud comme première femme présidente de l'histoire du pays. Elle et son époux, Thad, emménagent à la Maison-Blanche avec leurs deux enfants, Peter et Gloria. Immédiatement, la nouvelle présidente est trop occupée par son travail pour porter attention à sa famille, notamment à cause de ses démêlés avec le chef de l'opposition, le sénateur Walsh et un dictateur d'Amérique centrale.
Quant à lui, Thad tente de trouver son rôle de « Première dame ». Il est logé dans une chambre au goût très féminin, et remarque que personne n'a réfléchi à la manière dont un homme pouvait enfiler le costume adéquat pour cette fonction. Entre alors en scène Doris Reid Weaver, l'ancienne petite amie de Thad, qui est maintenant une femme d'affaires internationale. Elle veut récupérer Thad et lui propose pour cela un poste lucratif dans sa compagnie comme appât.
La présidente Leslie reçoit le dictateur Valdez, mais avec de désastreux résultats. Pour compliquer encore les choses, sa fille fréquente un mauvais garçon, et utilise la position de sa mère pour échapper à la police. Pour sa part, son fils Peter utilise le Secret Service pour sa protection personnelle et terrorise ses camarades d'école ainsi que son principal. La présidente découvre alors qu'elle est enceinte, et se résout à démissionner afin de se consacrer à plein temps à sa famille.

## Fiche technique
- Titre original : Kisses for My President
- Réalisation : Curtis Bernhardt
- Scénario : Claude Binyon et Robert G. Kane
- Musique : Bronislau Kaper
- Photographie : Robert Surtees
- Montage : Sam O'Steen
- Direction artistique : Herman A. Blumenthal
- Décors : John P. Austin
- Costumes : Howard Shoup
- Production : Curtis Bernhardt, Steven Bernhardt et Gene Taft
- Sociétés de production : Pearlayne
- Distribution : Warner Bros.
- Pays d'origine :  États-Unis
- Langue originale : anglais
- Format : noir et blanc - 1,66:1 - son : Mono (RCA Sound Recording)
- Genre : comédie
- Durée : 113 min
- Dates de sortie :
  -  États-Unis : 4 décembre 1964
  -  France : 28 juillet 1965

## Distribution
- Fred MacMurray : Thad McCloud
- Polly Bergen : la présidente des États-Unis Leslie McCloud
- Eli Wallach : Valdez
- Arlene Dahl : Doris Reid Weaver
- Edward Andrews : le sénateur Walsh
- Donald May : l'agent des services secrets John O'Connor
- Harry Holcombe : le vice-président Bill Richards
- Ahna Capri : Gloria McCloud
- Ronnie Dapo : Peter McCloud
- Richard St. John : Jackson
- Bill Walker : Joseph
- Adrienne Marden : Mlle Higgins
- Wilbert G. Nuttycombe : un musicien
- Norma Varden : Mlle Dinsendorff
- Sig Ruman : l'ambassadeur russe
- John Banner : l'ambassadeur soviétique
- Jon Lormer : le président de la Cour suprême
- Eleanor Audley : le principal Osgood
- Beverly Powers : Nana Peel
- Edward Faulkner (non crédité) : un agent des services secrets